# Pokucie
Pokucie (ukr. Покуття, rum. Pocuția) – kraina historyczna, leżąca nad górnym Prutem, na terenie dzisiejszej Ukrainy. Południowa część Rusi Czerwonej. Nazwa pochodzi od stolicy regionu – Kut nad Czeremoszem.

## Historia

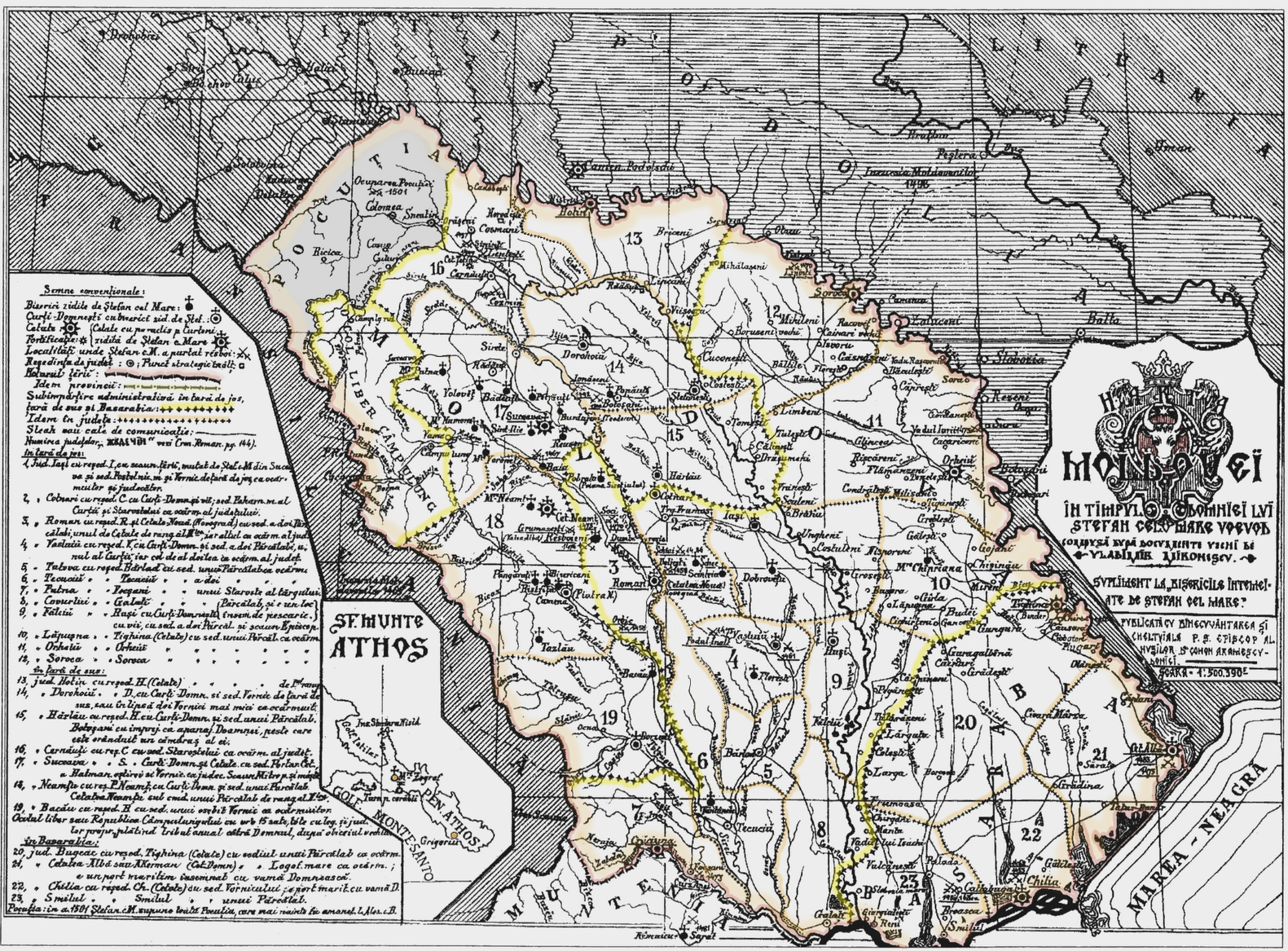
Mapa Hospodarstwa Mołdawii wraz z Pokuciem za Stefana Wielkiego

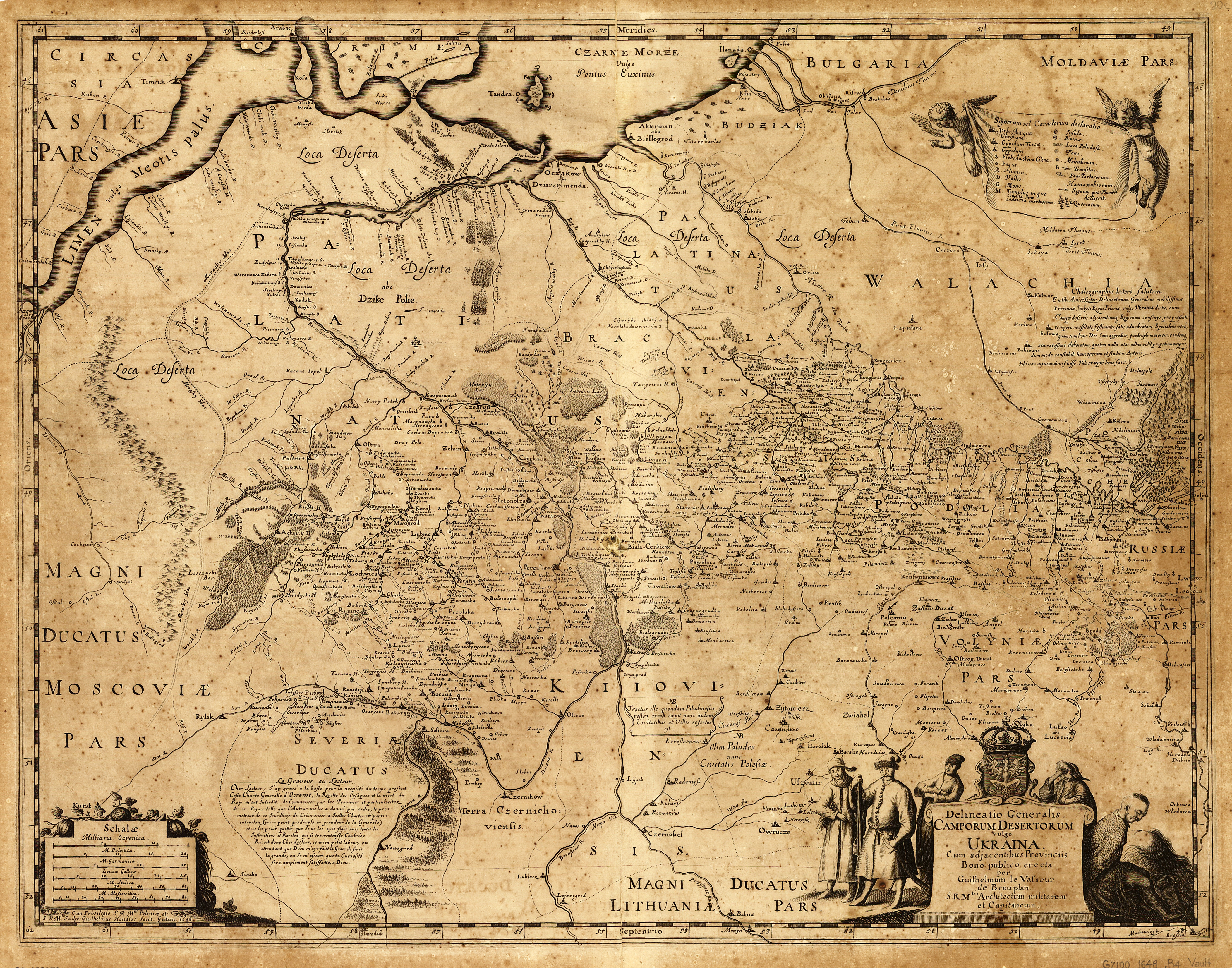
Delineatio Generalis Camporum Desertorum vulgo Ukraina. Cum adjacentibus Provinciis Mapa Wilhelma Beauplana z 1648 wykonana na zlecenie Władysława IV obejmująca województwa: kijowskie, bracławskie, czernihowskie, podolskie, wołyńskie i wschodnią część województwa ruskiego. Północ na dole mapy, Pokucie w jej prawym górnym rogu.

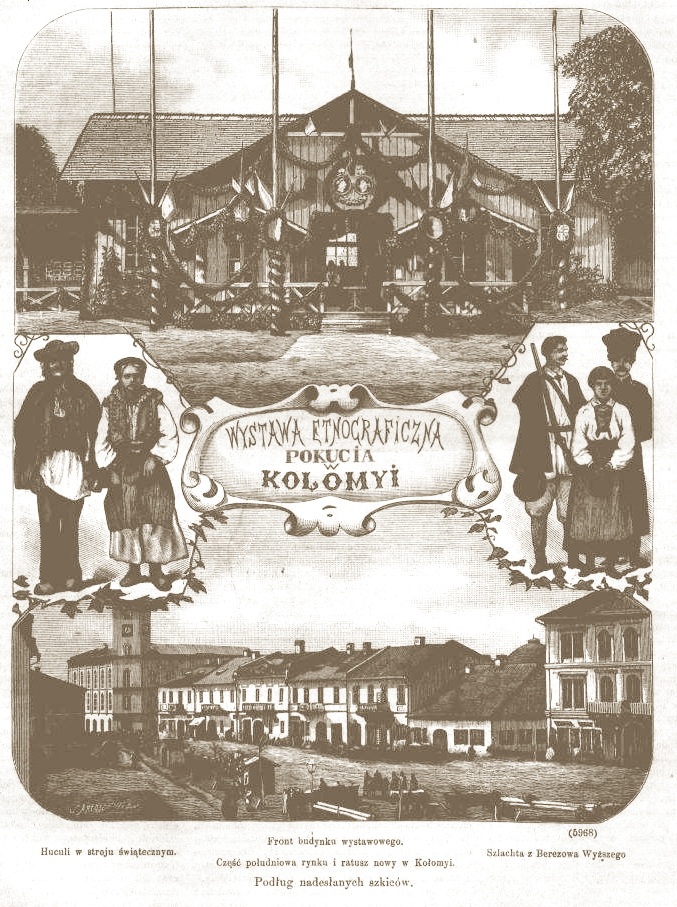
Pierwsza wystawa etnograficzna z roku 1880

W 1349 roku przyłączone do Królestwa Polskiego przez Kazimierza Wielkiego jako część księstwa halicko-włodzimierskiego. Przez Władysława Jagiełłę przekazane Piotrowi I po jego hołdzie lennym jako zastaw za pożyczkę wziętą na wojnę z Krzyżakami. W 1415 Jagiełło przyjął w Śniatynie na Pokuciu hołd lenny od hospodara mołdawskiego Aleksandra.
W XVI wieku Pokucie było terytorium spornym Polski i Mołdawii. Spór został ostatecznie rozstrzygnięty, a Pokucie przyłączone do Polski w 1531 roku po zwycięstwie hetmana wielkiego koronnego Jana Tarnowskiego pod Obertynem. Stanowiło część prowincji małopolskiej Korony.
W 1772 roku, po I rozbiorze Polski, Pokucie znalazło się pod panowaniem austriackim.
Karpaty Wschodnie (w tym i Pokucie) w Europie rozsławił m.in. Oskar Kolberg – polski etnograf, folklorysta i kompozytor, który w 1880 roku był współorganizatorem wielkiej wystawy etnograficznej w Kołomyi. Udział w niej wziął sam cesarz Franciszek Józef. Znaczenie Pokucia doceniła i wiedzę o nich udostępniła czytelnikom na zachodzie także angielska pisarka Ménie Muriel Dowie, która w 1890 odbyła podróż na Pokucie i Huculszczyznę, a następnie sporządziła pisemną relację z podróży, która cieszyła się bardzo dużą popularnością i była wielokrotnie wznawiana.
Po upadku Austro-Węgier w konsekwencji I wojny światowej od 1 listopada 1918 roku w składzie Zachodnioukraińskiej Republiki Ludowej. Zajęte (24–27 V 1919) czasowo przez armię rumuńską, latem 1919 przekazane Wojsku Polskiemu. Administracyjnie przynależało do województwa stanisławowskiego.
Przyznane Polsce decyzją Rady Ambasadorów Ententy w marcu 1923. Po agresji ZSRR na Polskę 17 września 1939 okupowane przez Armię Czerwoną i anektowane w październiku 1939 przez ZSRR. Od sierpnia 1945 w granicach ZSRR (jako część Ukraińskiej SRR), po 1991 roku część niepodległej Ukrainy.

## Geografia
Teren Pokucia charakteryzuje się wspólnymi cechami geograficzno-fizycznymi. Ma kształt trójkąta, którego ramiona boczne tworzy rzeka Czeremosz oraz pasma Gorganów i Czarnohory, a podstawę kotlina z Czarnym Lasem zwana z czasem stanisławowską.
Na wschodzie region graniczy z Podolem oraz Bukowiną, a na zachodzie z Marmaroszem.

## Architektura

Ratusze
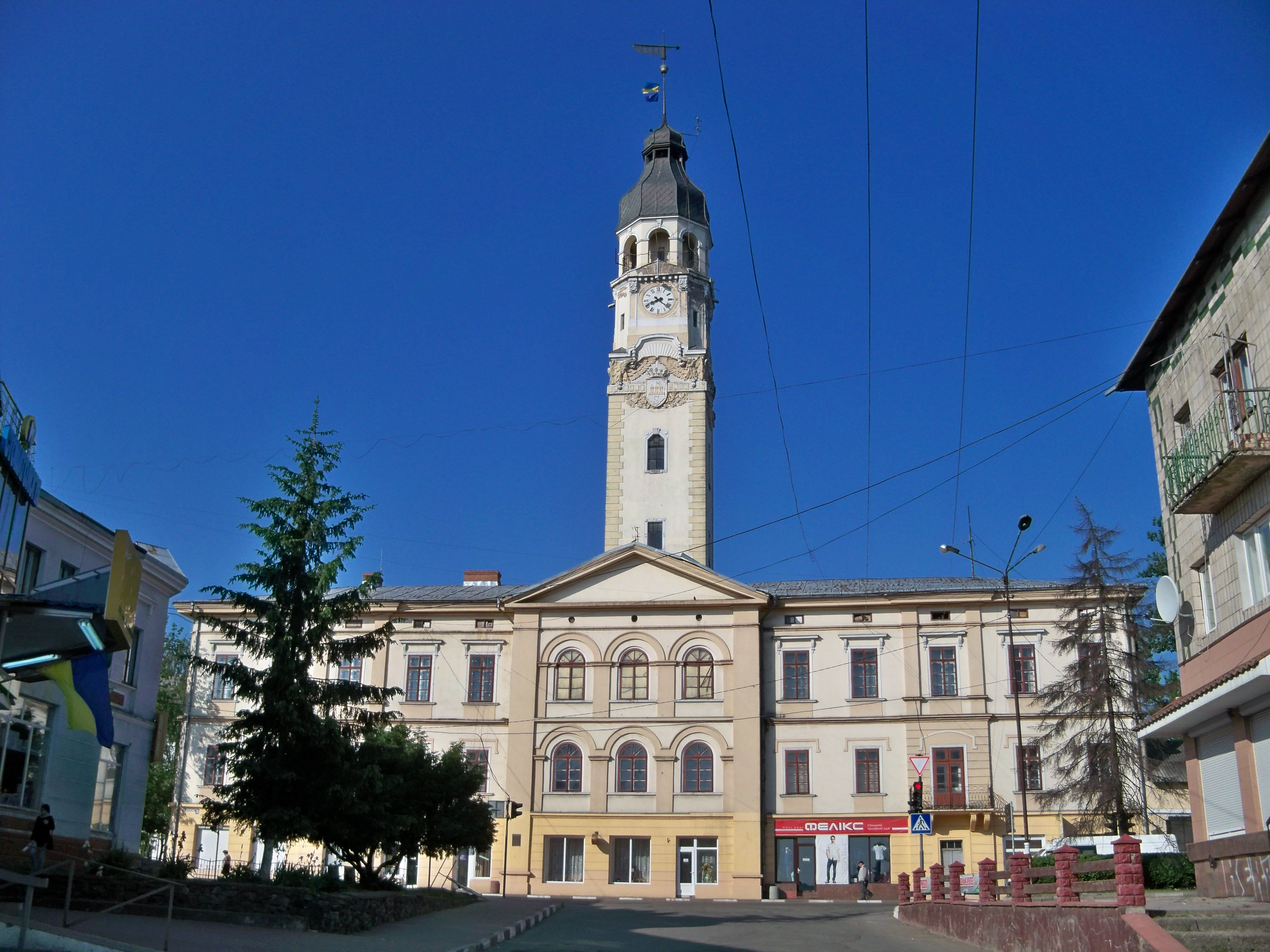
Śniatyn
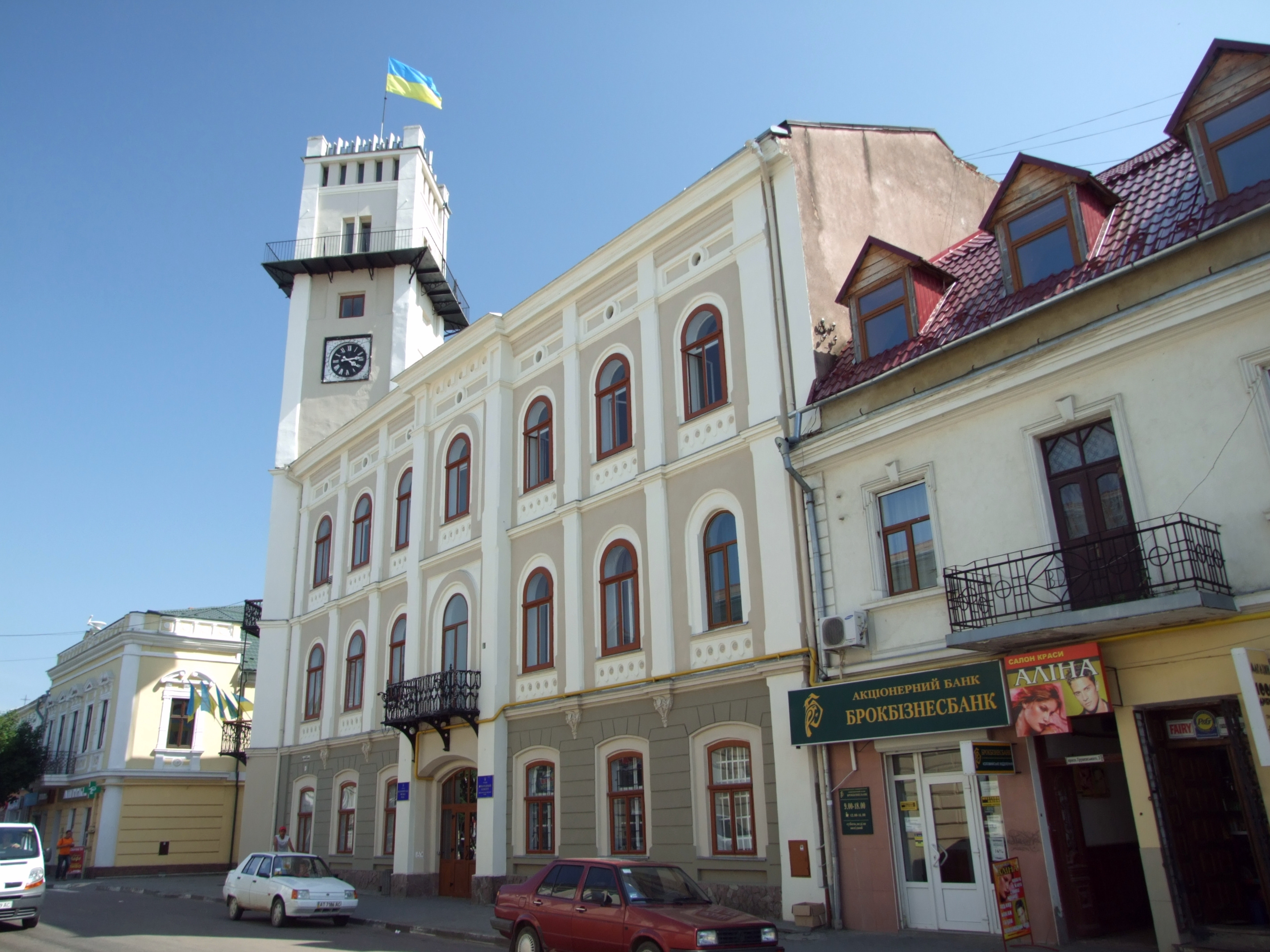
Kołomyja
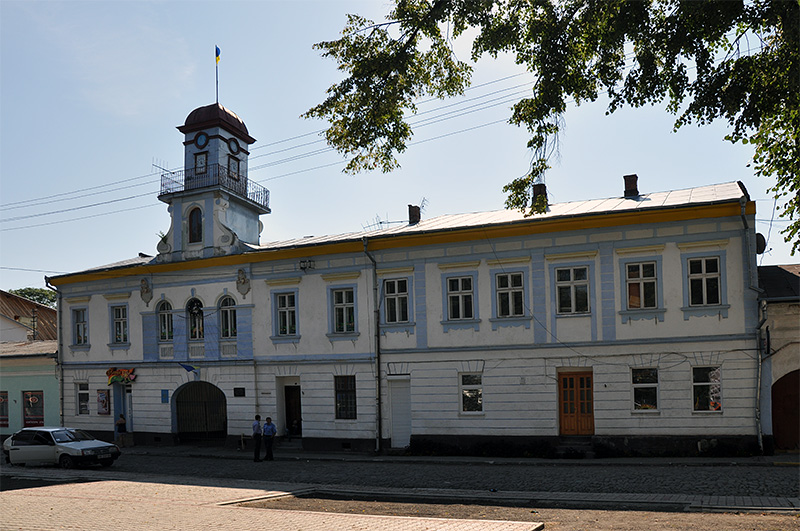
Kuty

Kościoły z czasów I Rzeczypospolitej
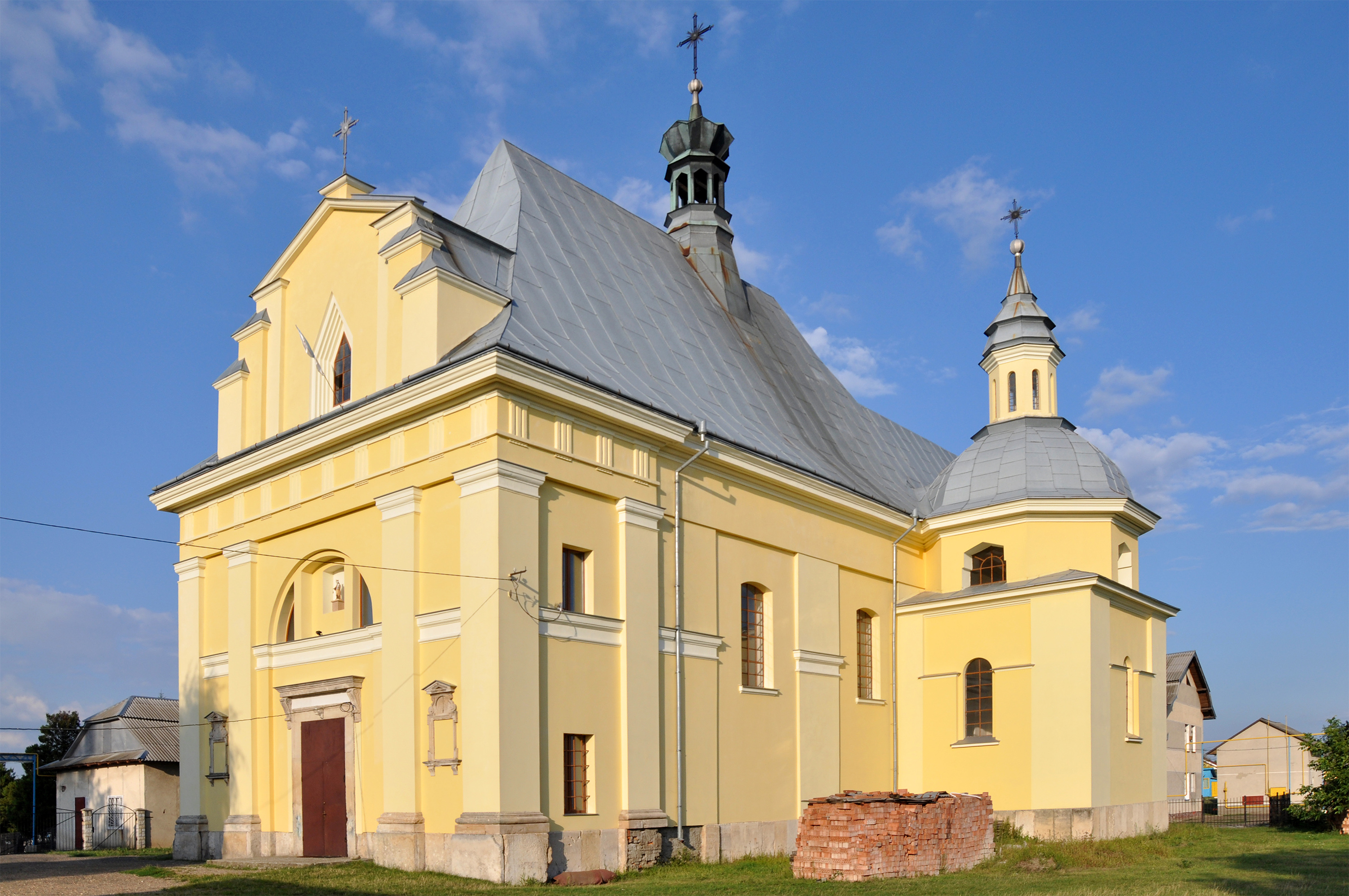
Kościół Matki Bożej Szkaplerznej w Śniatynie
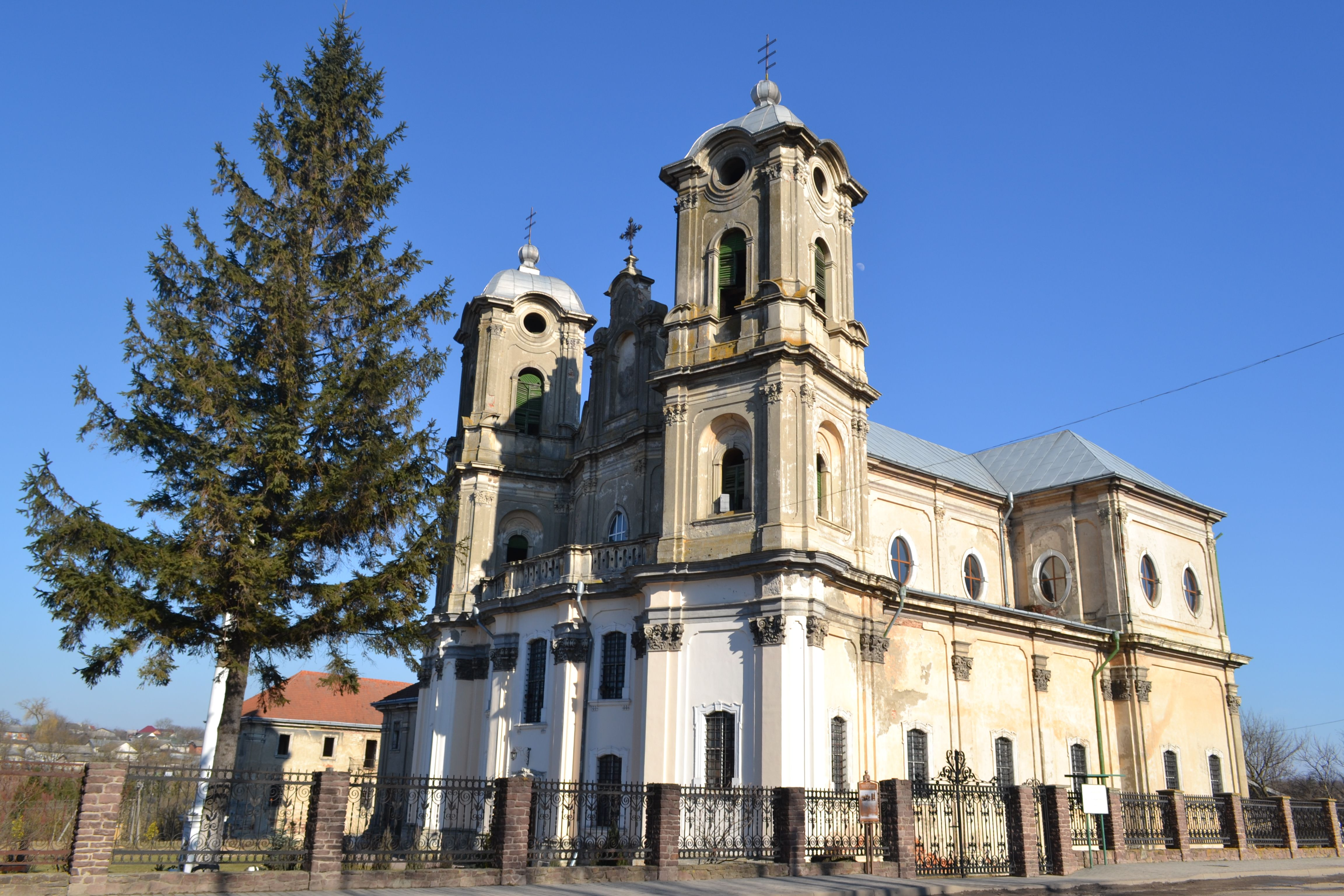
Kościół i klasztor teatynów w Horodence
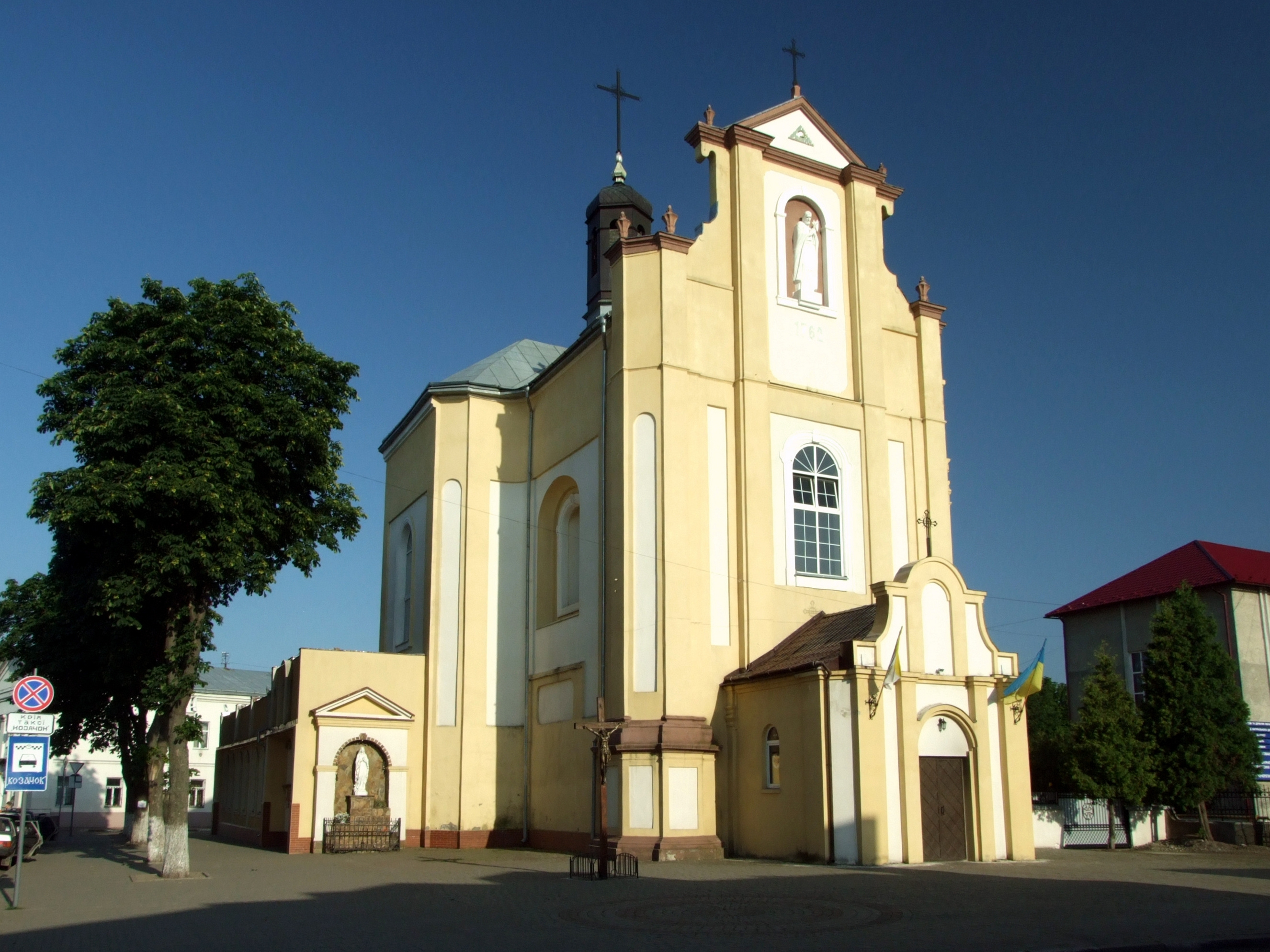
Kościół Wniebowzięcia Najświętszej Marii Panny w Kołomyi

Kościoły ormiańskokatolickie
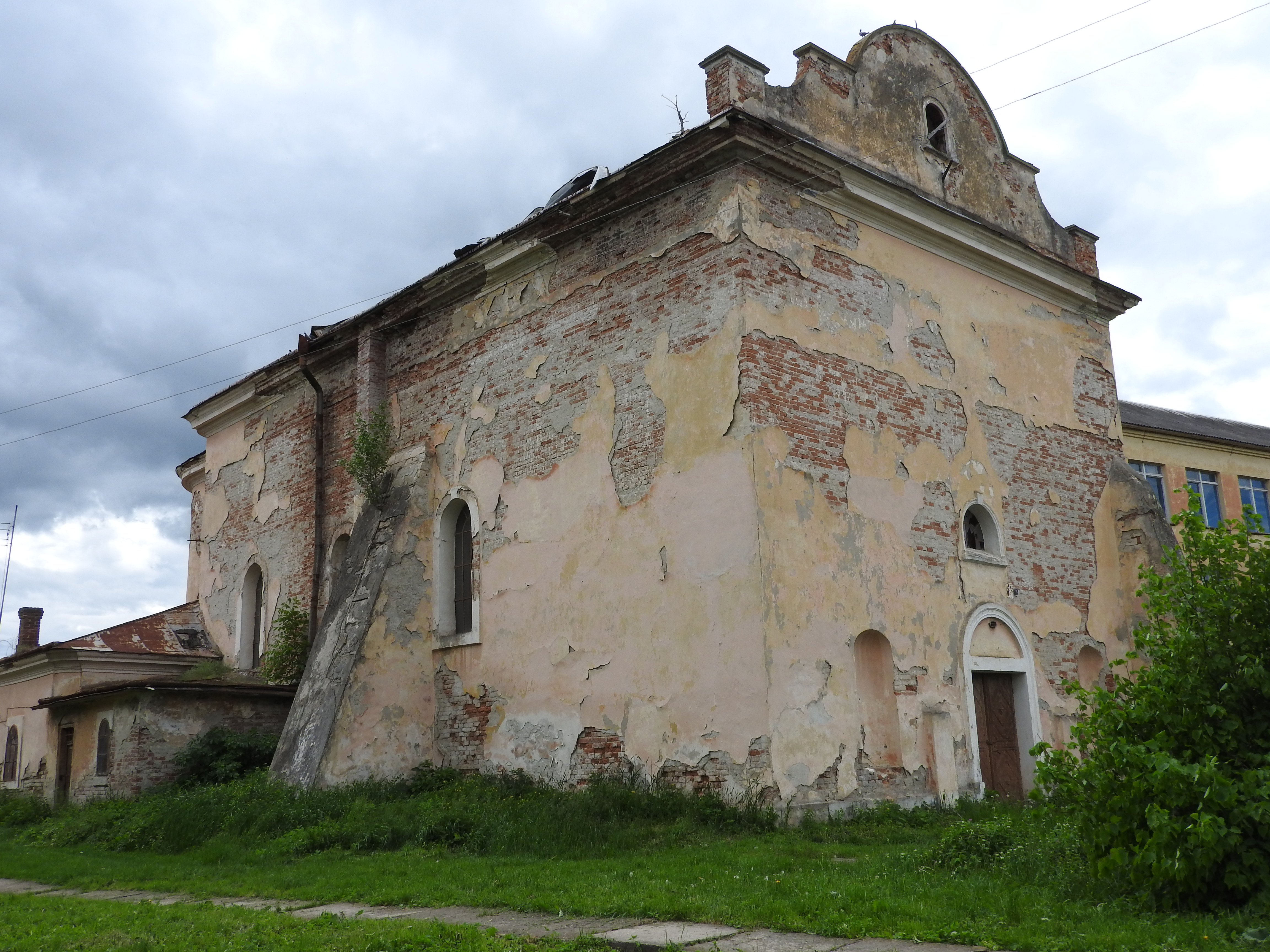
Śniatyn
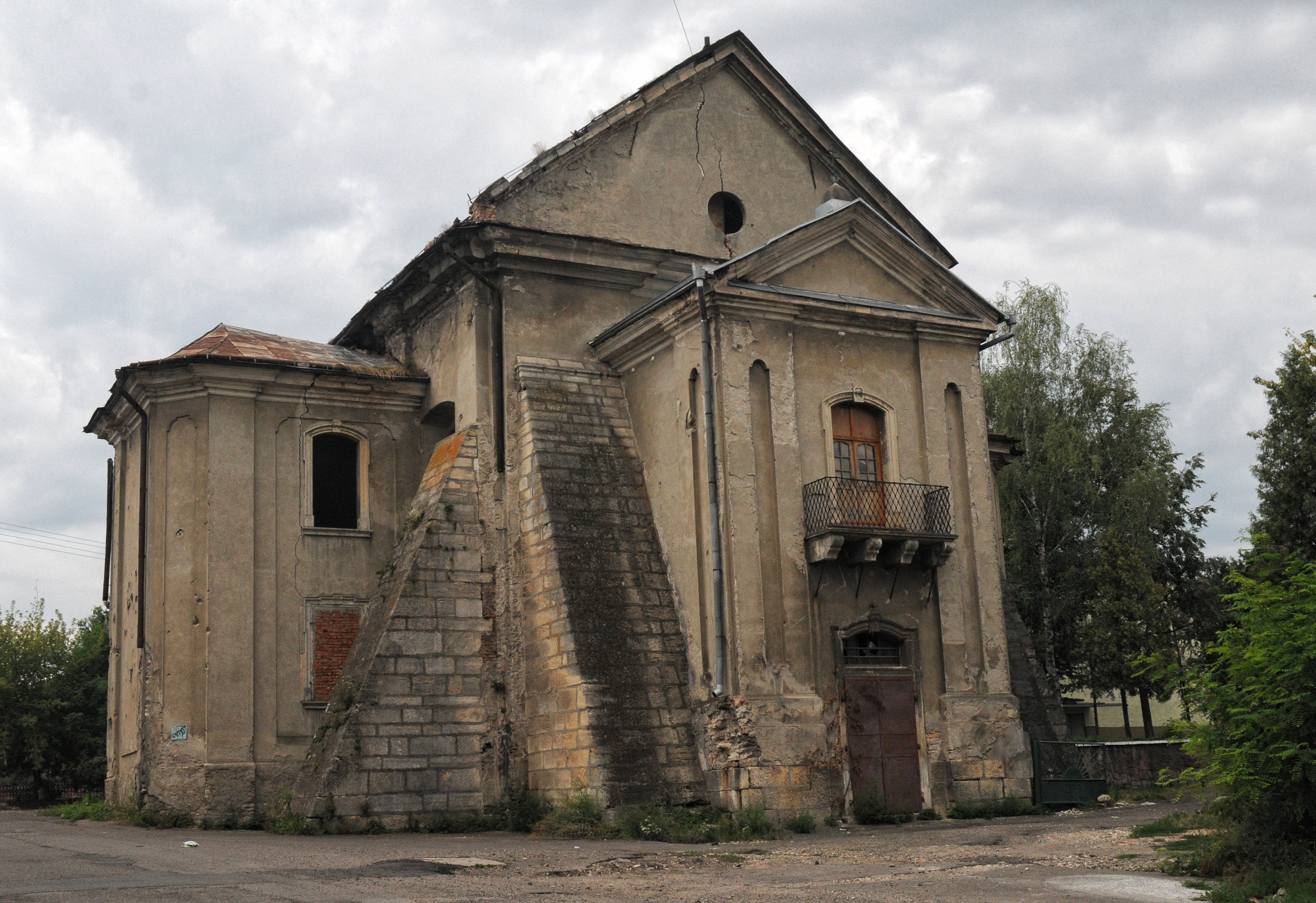
Horodenka
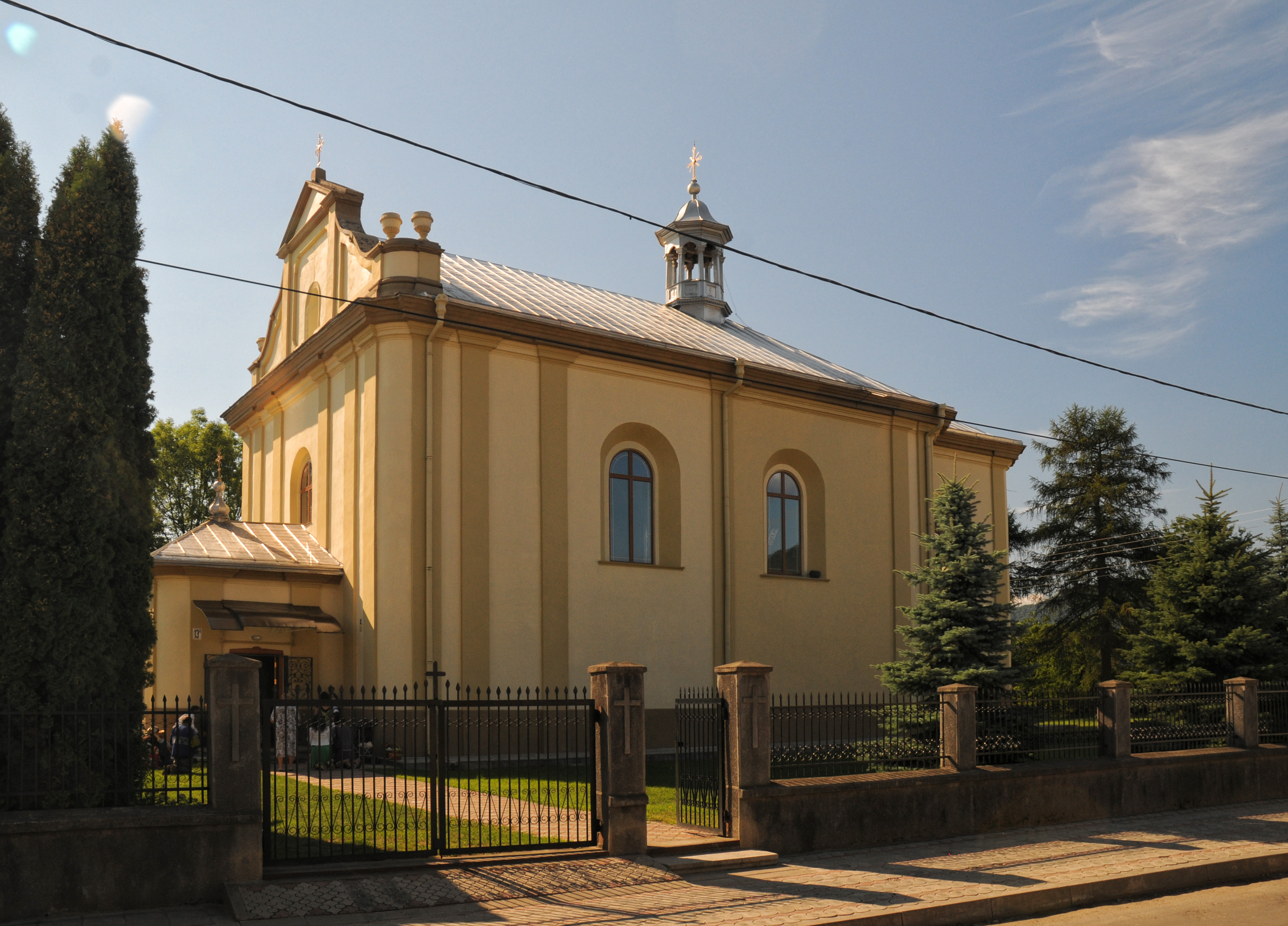
Kuty

- Ratusze
- Śniatyn
- Kołomyja
- Kuty